# 普昂
普昂（法語：Pouant，法語發音：[pwɑ̃]）是法国新阿基坦大区维埃纳省的一个市镇，位于该省北部偏西，属于沙泰勒罗区。

## 地理
普昂（47°0'21"N, 0°16'16"E）面积26.57 平方千米，位于法国新阿基坦大区维埃纳省，该省份为法国中西部省份，北起曼恩-卢瓦尔省和安德尔-卢瓦尔省，西接德塞夫勒省，南至夏朗德省，东南接上维埃纳省，东临安德尔省。
与普昂接壤的市镇（或旧市镇、城区）包括：阿赛、布赖苏费、沃德河畔尚皮尼、黎塞留、卢丹地区科、莫莱、尼埃伊苏费。

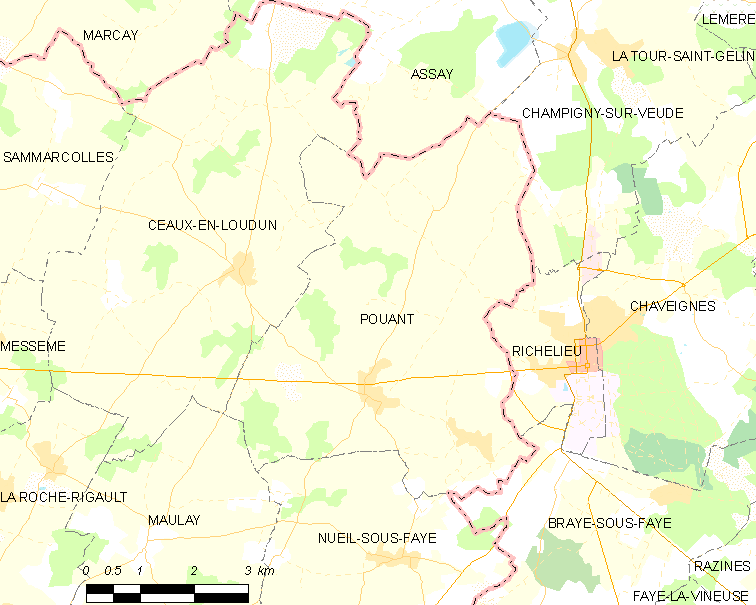
普昂的OSM定位图

普昂的时区为UTC+01:00、UTC+02:00（夏令时）。

## 行政
普昂的邮政编码为86200，INSEE市镇编码为86197。

## 政治
普昂所属的省级选区为卢丹县。

## 人口

1962-2008年间普昂人口变化图示

普昂于2022年1月1日时的人口数量为412人。